# Patrick Davis
Patrick Davis (* 28. Dezember 1986 in Warsaw, Indiana) ist ein ehemaliger US-amerikanischer Eishockeyspieler, der im Verlauf seiner aktiven Karriere zwischen 2003 und 2016 unter anderem 322 Spiele in der American Hockey League (AHL) sowie neun weitere für die New Jersey Devils in der National Hockey League (NHL) auf der Position des linken Flügelstürmers bestritten hat. Darüber hinaus absolvierte Davis insgesamt 181 Partien in der finnischen Liiga, wo er mit Oulun Kärpät im Jahr 2015 den Gewinn der Finnischen Meisterschaft feierte.

## Karriere
Patrick Davis begann seine Karriere als Eishockeyspieler bei den Detroit Belle Tire, für die er von 2002 bis 2003 in der US-amerikanischen Amateur-Juniorenliga Midwest Elite Hockey League aktiv war. Anschließend ging der Flügelspieler zu den Sioux City Musketeers in die United States Hockey League (USHL). Nachdem er dort eine Saison verbracht hatte, schloss sich der Offensivspieler dem kanadischen Juniorenteam Kitchener Rangers an, mit denen er in der Ontario Hockey League (OHL) aktiv war. Dort entwickelte sich der Rechtsschütze im Verlauf der folgenden drei Jahre zu einem torgefährlichen Spieler und verbuchte in insgesamt 108 Partien der regulären Saison 41 Tore und 44 Assists, die ihm gesamthaft 85 Scorerpunkte einbrachten. Während der Saison 2005/06 absolvierte er nach einem Transfergeschäft insgesamt 45 Partien für den Ligakonkurrenten Windsor Spitfires und erzielte 59 Punkte.
In derselben Spielzeit war Davis auch für die Albany River Rats, das damalige Farmteam der New Jersey Devils, in der American Hockey League (AHL) aktiv und absolvierte drei Spiele, in denen er punktlos blieb und zwei Strafminuten erhielt. Beim NHL Entry Draft 2005 wurde Davis in der vierten Runde an insgesamt 99. Position von den New Jersey Devils ausgewählt. Die folgenden zwei Spielzeiten verbrachte er ausschließlich bei den Lowell Devils in der AHL und konnte dabei seine Punkteausbeute steigern. Während der Saison 2008/09 absolvierte der Außenstürmer sein NHL-Debüt für die Devils, dies war zugleich sein einziger Einsatz in jener Spielzeit. Während der Saison 2009/10 zählte Davis als fixer Bestandteil zur Mannschaft der Lowell Devils und bestritt zudem auch acht Partien für die New Jersey Devils in der National Hockey League (NHL), in denen er seinen ersten Torerfolg in der NHL verbuchen konnte.
Im Februar 2011 wurde Davis gemeinsam mit Michael Swift in einem Tauschgeschäft an die San Jose Sharks abgegeben, im Gegenzug erhielten die Devils Jay Leach und Steven Zalewski. Die Saison 2011/12 verbrachte er bei den Grizzly Adams Wolfsburg in der Deutschen Eishockey Liga (DEL), ehe er im August 2012 ein Probetraining beim HK ZSKA Moskau aus der Kontinentalen Hockey-Liga (KHL) absolvierte und schließlich einen Vertrag erhielt. Bereits nach einer Spielzeit verließ er den Armeesportklub aber wieder und wechselte nach Finnland. Dort spielte er drei Jahre lang und war in diesem Zeitraum zwischen 2013 und 2016 für Saimaan Pallo, Oulun Kärpät und Kalevan Pallo in der Liiga aktiv. Mit Kärpät gewann der US-Amerikaner im Jahr 2015 die Finnische Meisterschaft. Im Sommer 2016 beendete der 29-Jährige seine Karriere als Aktiver.

## Erfolge und Auszeichnungen
- 2005 Teilnahme am CHL Top Prospects Game
- 2015 Finnischer Meister mit Oulun Kärpät

## Karrierestatistik
(Legende zur Spielerstatistik: Sp oder GP = absolvierte Spiele; T oder G = erzielte Tore; V oder A = erzielte Assists; Pkt oder Pts = erzielte Scorerpunkte; SM oder PIM = erhaltene Strafminuten; +/− = Plus/Minus-Bilanz; PP = erzielte Überzahltore; SH = erzielte Unterzahltore; GW = erzielte Siegtore; 1 Play-downs/Relegation; Kursiv: Statistik nicht vollständig)